# 道嶋氏
道嶋氏（みちしまうじ）は、「道嶋」を氏の名とする氏族。

## 出自
道嶋氏はもともと陸奥国に展開した大伴氏族の豪族で、蝦夷（えみし）ではなく、坂東からの柵戸（移民系）と見られている。前身となる丸子氏（丸子部氏）は、景行朝の武日命の子・阿古連が祖と系図に見えるが、7世紀中頃に牡鹿地方へ移住した氏族であると考えられている。
『古屋家家譜』によると大伴金村大連の孫で丸子連氏の祖である大伴頬垂連公について「上総の伊甚屯倉を掌る」と注記していることから、元来は丸子氏の配下にあった上総国夷灊郡を中心とする現在の千葉県東部地域（夷隅郡市・長生郡市・山武郡市）にあった伊甚屯倉の耕作民であったと推測されている。宮城県東松島市矢本町にあり道嶋一族の墓所と目される矢本横穴の中には、房総半島南部の長柄横穴群と同型式の玄室を持つ横穴墓がいくつかあり、道嶋氏の祖が上総地方より移住してきたことを裏付けるものと考えられている。
東松島市赤井に所在する赤井官衙遺跡は、牡鹿郡の郡衙跡として有力視されており、道嶋氏は郡家として当地に居館を構えたと考えられている。なお赤井官衙遺跡は、道嶋氏と移住民の動向など、古代東北の歴史的事象を考古学的に捉えられる遺跡群として、矢本横穴とともに国の史跡（赤井官衙遺跡群）に指定されている。

## 歴史
元は丸子氏（無姓）であったが、天平勝宝5年（753年）6月8日に丸子牛麻呂や丸子豊嶋ら一族24人に、地名である牡鹿の氏と、連姓が与えられた。少し遅れて同年8月25日には丸子嶋足にも同じ氏姓が与えられ牡鹿連嶋足を名乗る。
嶋足は、天平宝字8年（764年）9月の藤原仲麻呂の乱において、藤原仲麻呂の子・訓儒麻呂が勅使・山村王を襲撃して御璽と駅鈴を奪った際、授刀衛少尉・坂上苅田麻呂と共に孝謙上皇の勅命を受けて、訓儒麻呂を襲撃してこれを射殺した。嶋足は、乱における武功により従七位上から一足飛びに十一階昇進して従四位下に昇叙し、連から宿禰に改姓、その後道嶋宿禰の新姓を与えられた。道嶋三山は、神護景雲元年（767年）の伊治城造営では実質的な推進主体であったようで、論功行賞では外位の外従五位下より内位の従五位上に叙位されており、中央貴族と同等の厚遇を与えられた。嶋足は中央政界で、三山は陸奥国内でそれぞれ道嶋宿禰一族を代表して、政治に積極的に関与することで一族の勢力を増大させていった。
伊治城造営直後の道嶋氏は、嶋足が称徳天皇と道鏡から個人的な厚遇を受けていたこともあり、嶋足が陸奥国大国造に、三山が陸奥国国造にそれぞれ任命されると、陸奥国の国政は実質的に道嶋氏の掌中にあったものと考えられる。伊治城以前に造営された桃生城は、道嶋氏の本拠地である牡鹿郡に属していることからその政治的影響下にあり、加えて伊治城も抑えたことで、同氏は北上盆地の一大交易拠点である胆沢の地に通じる川の道と陸の道の両方を掌握し、北方の蝦夷に対する律令国家の諸政策の策定・執行を推進する現地機関として自らを位置付けることに成功した。道嶋氏は神護景雲3年（770年）に再開された蝦夷の上京朝貢の復活を働きかけ、これが認められたことで陸奥国の蝦夷の上に君臨する巨大な族長権を樹立し、陸奥国に赴任する国司をはるかに凌ぐ磐石な支配体制を築き、一族は称徳朝下で最盛期を迎えた。
嶋足は、宇漢迷公宇屈波宇逃還事件の頃には正四位上近衛中将兼相模守勲二等であったが、称徳天皇の崩御と道鏡の失脚の後に光仁天皇が即位すると、それ以降は道嶋氏に政治的地位の上昇がみられなくなる。三山についても、歴史上にその名前が登場しなくなり、道嶋宿禰一族は凋落の一途をたどった。

## 関連資料
道嶋氏が記録される資料
- 『続日本紀』
- 『古屋家家譜』

### 原典
1. ↑  『続日本紀』天平勝宝五年六月丁丑（八日）条
2. ↑  『続日本紀』天平勝宝五年八月癸巳（二十五日）条
3. ↑  『続日本紀』天平宝字八年九月乙巳（十一日）条
4. ↑  『続日本紀』神護景雲元年十月辛卯（十五日）条
5. ↑  『続日本紀』宝亀元年八月己亥（十日）条